# Antonio María Barbieri
Antonio María Barbieri, OFM Cap (Montevideo, 12. listopada 1892. – Montevideo, 6. srpnja 1979.), je bio urugvajski rimokatolički kardinal i nadbiskup Montevidea.

## Životopis
Alfredo Barbieri je rođen u Montevideu od Joséa i Mariane (rođ. Romano) Barbieri. U početku su njegovi roditelji bili protiv toga da on postane svećenik, ali on ipak pristupa kapucinima 8. prosinca 1913. godine. Kasnije se preselio u Genovu, Italija kako bi nastavi svoj novicijat. Prima habit 8. rujna 1915. godine te prima svečane zavjete i uzima ime Antonio María.
On je tada pohađao kapucinske škole te Papinsko sveučilište Gregoriana. Barbieri je zaređen 17. prosinca 1921., i dobio doktorat iz teologije 9. srpnja 1923. Za svoje geslo uzeo je dio iz molitve Oče naš - Dođi kraljevstvo tvoje (lat. Adveniat Regnuum Tuum). Odbio je biti profesor na prestižnom sveučilištu u Rimu i vratio se u Urugvaju, gdje je služio kao pastor u lokalnom kapucinskom samostanu.
Dana 6. listopada 1936. godine, Barbieri je imenovan koadjutorom Montevidea i naslovnim biskupom od Macra. Primio je biskupsku posvetu 8. studenog od nadbiskupa Filippa te nadbiskupa Giovannia Aragona i biskupa Alfreda Viole. Barbieri je postao nadbiskup Montevideo 20. studenog 1940. Osim njegove vještine u teologiji, također je istaknuti povjesničar, violinist i esejist. Papa Ivan XXIII. uzvisio je Barbierija na rang kardinal-svećenika crkve S. Crisogno, na konzistoriju 15. prosinca 1958., te je tako postao prvi urugvajski kardinal.
Sudjelovao je na konklavi 1963. godine i na Drugom vatikanskom koncilu (1962. – 1965.). Barbieri je podnio ostavku na mjesto nadbiskupa Montevidea, 17. studenog 1976., nakon trideset i pet godina radnog staža. Umro je 6. srpnja 1979. godine, za vrijeme pontifikata pape Ivana Pavla II.